# Advanced Composites Solutions
Advanced Composites Solutions Ltda. kurz ACS ist ein brasilianisches Unternehmen der Luftfahrtindustrie.

## Geschichte
Gegründet wurde das Unternehmen von mehreren brasilianischen Luftfahrtingenieuren im Jahre 2006 und entwickelte und produziert seither die ACS-100 Sora. Neben der Mitarbeit an etwa 12 bemannten und unbemannten Luftfahrzeugen anderer Unternehmen, hat man auch das erste elektrisch angetriebene Flugzeug Südamerikas, auf Basis der „Sora“, die Sora-E entwickelt. Mit den Erfahrungen aus dem Sora-E-Programm arbeitet man an einem neuen elektrisch betriebenen senkrecht startenden Zweisitzer, dem Z-300.
Intensiv wird, in chinesischem Auftrag, an einem zweisitzigen leichten Sportflugzeug, dem ACS-500 Loong, für den chinesischen Markt gearbeitet. Die Maschine soll in China in Serie gebaut werden, wobei ACS die vollständige Produktionslinie, einschließlich Fertigungsschablonen und -werkzeugen, liefern soll.

## Produkte
- ACS-100 Sora
- ACS Z-300
- ACS-500 Loong